# Jön az öcsém
Jön az öcsém è un cortometraggio del 1919, diretto da Mihály Kertész (Michael Curtiz), basato su una poesia di Antal Farkas.

## Trama
Il fratello minore di un uomo torna inaspettatamente dopo qualche anno dalla Siberia, dove era stato coinvolto o travolto dall'azione rivoluzionaria, e viene accolto dalla famiglia e dai compaesani.